# 朱安𣹩
聊城懷和王朱安𣹩（1476年—1494年），明朝周藩唯一一代聊城王，周惠王朱同䥝的庶第十五子。

## 生平
成化十二年（1476年）出生。成化十九年（1483年）四月，獲賜名安𣹩。朱安𣹩初封鎮國將軍。弘治二年（1489年）九月，進封聊城王。弘治三年（1490年）十一月，獲給歲祿一千石，米鈔中半兼支。
弘治七年（1494年）八月，朱安𣹩去世，享年十九歲，諡號懷和。無子，聊城王的封爵被廢除。

## 家庭

### 妻
- 劉氏，東城兵馬副指揮劉繼祖女，弘治八年（1495年）十一月冊為聊城王妃[6]